# Ostrá Lúka
Ostrá Lúka é um município da Eslováquia, situado no distrito de Zvolen, na região de Banská Bystrica. Tem 20,27 km² de área e sua população em 2018 foi estimada em 307 habitantes.

## Demografia
| Ano:        | 1994 | 2004   | 2014    | 2024   |
| ----------- | ---- | ------ | ------- | ------ |
| Broj ljudi: | 244  | 268    | 306     | 333    |
| Razlika:    |      | +9,83% | +14,17% | +8,82% |

| Ano:               | 2023 | 2024 |
| ------------------ | ---- | ---- |
| Número de pessoas: | 333  | 333  |
| Diferença:         |      | +0%  |